# 西聖和駅
西聖和駅（にしせいわえき）は、北海道旭川市西神楽2線17号にある北海道旅客鉄道（JR北海道）富良野線の駅である。事務管理コードは▲121710。駅番号はF34。

## 歴史
1957年（昭和32年）から富良野線の気動車列車が運転開始されたことに伴い、新設された駅のひとつである。

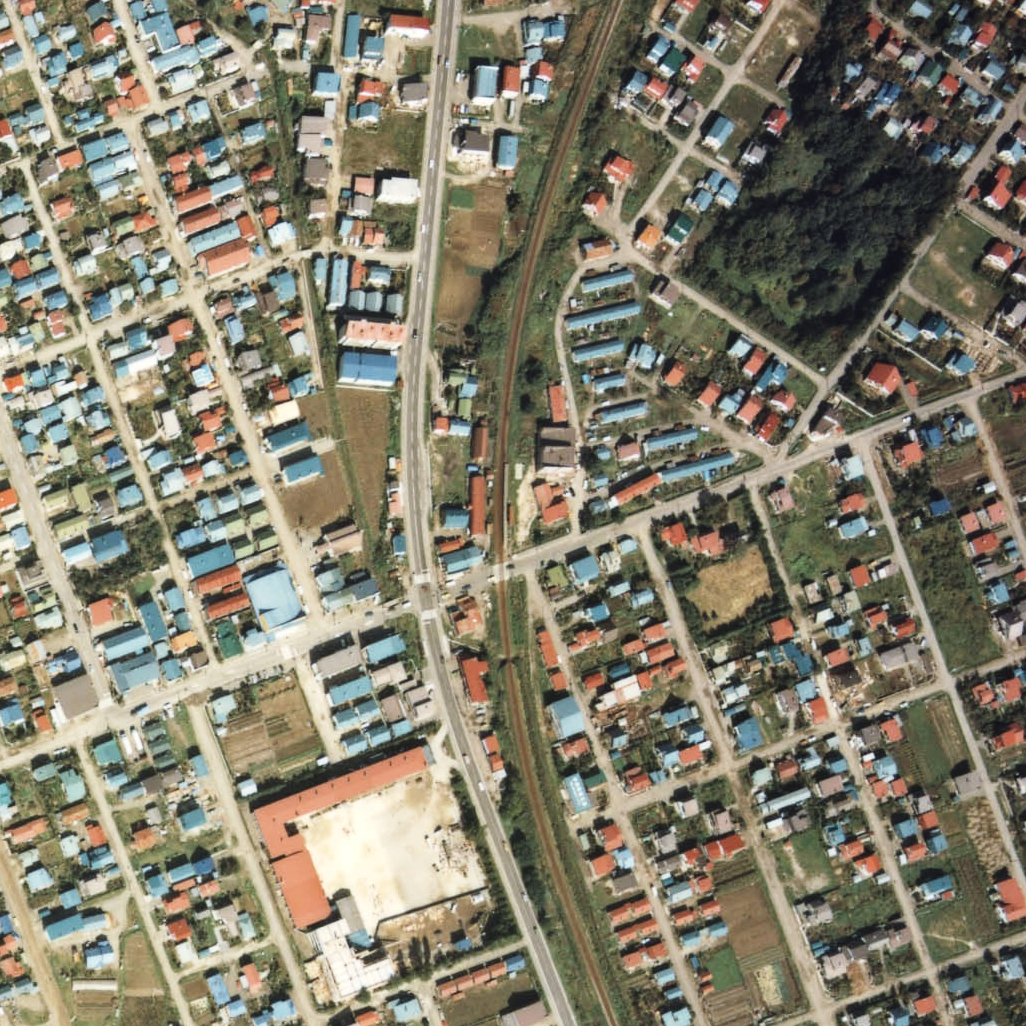
1977年の神楽岡駅と周囲約500m範囲。下が富良野方面。

### 年表
- 1957年（昭和32年）12月1日：富良野線に気動車を投入。併せて西聖和仮乗降場として千代ヶ岡駅 - 西神楽駅間に新設[3][注釈 1]。

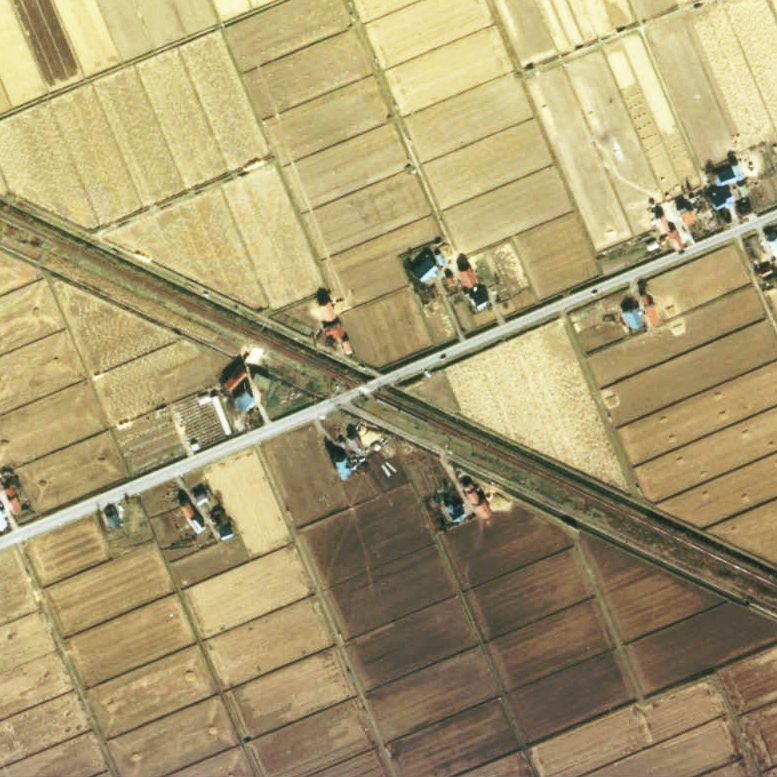
1977年の西聖和駅と周囲約500m範囲。右が富良野方面。

- 1958年（昭和33年）3月25日：正規の駅として開業[1][4]。旅客のみ取扱い[1]。
- 1987年（昭和62年）4月1日：国鉄分割民営化により、北海道旅客鉄道（JR北海道）の駅となる[1]。

### 駅名の由来
地区名「聖和」より。その西方にあることから「西」を冠する。地区名は「聖人の如く平和に暮らすことを願って」の命名とされている。なお、当駅から西御料駅まで、「西」を冠する駅名が4駅連続する。

## 駅構造
旭川駅管理の無人駅。富良野方に向かって右側に1面1線の単式ホームを持つ。遅くとも1993年（平成5年）時点ではホーム上にトタン張りの待合室を有していた（西瑞穂駅に現存するものとほぼ同型）が、現在はホームから少し離れた駐輪場が待合室兼用となっている。

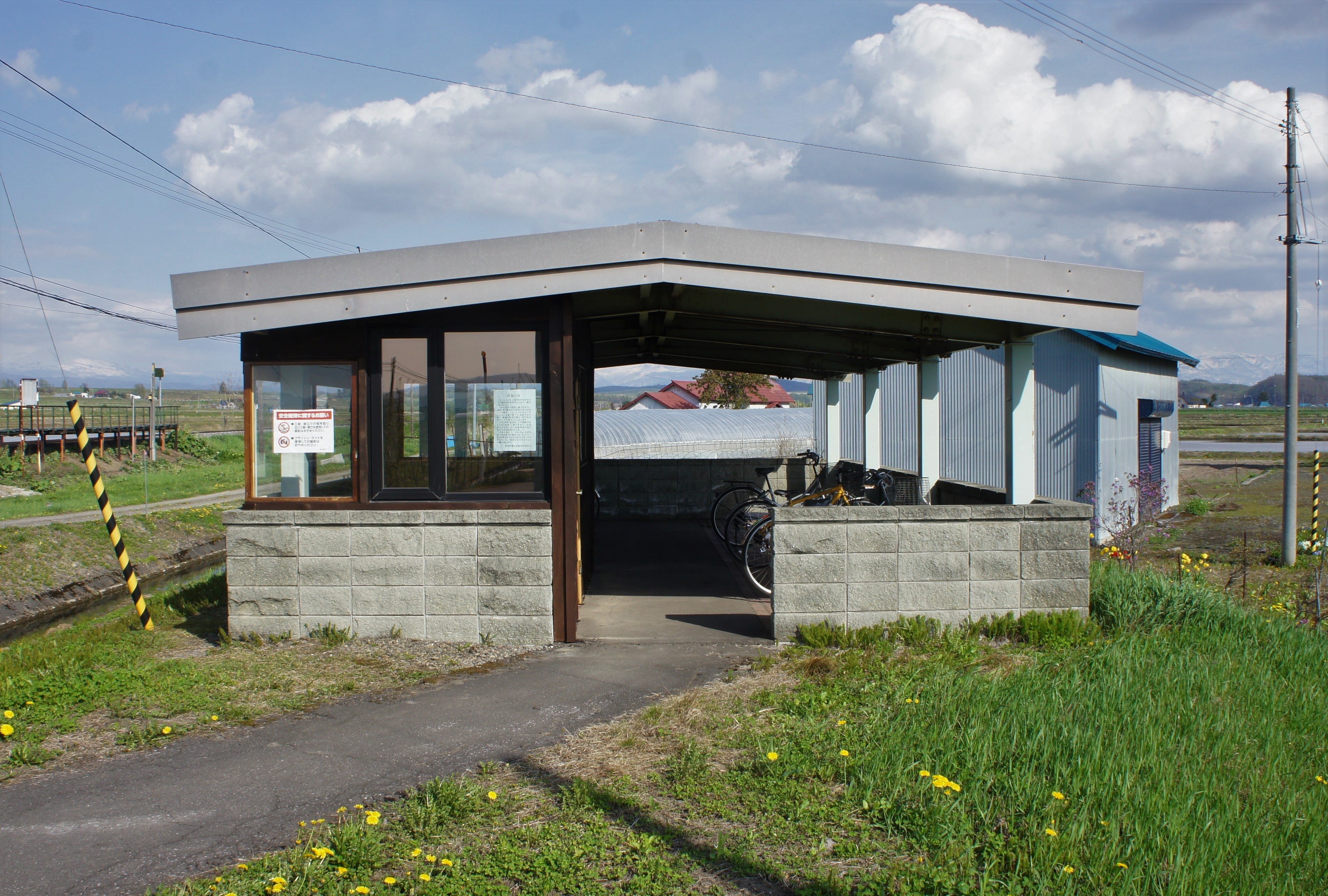
待合室と駐輪場（2018年5月）
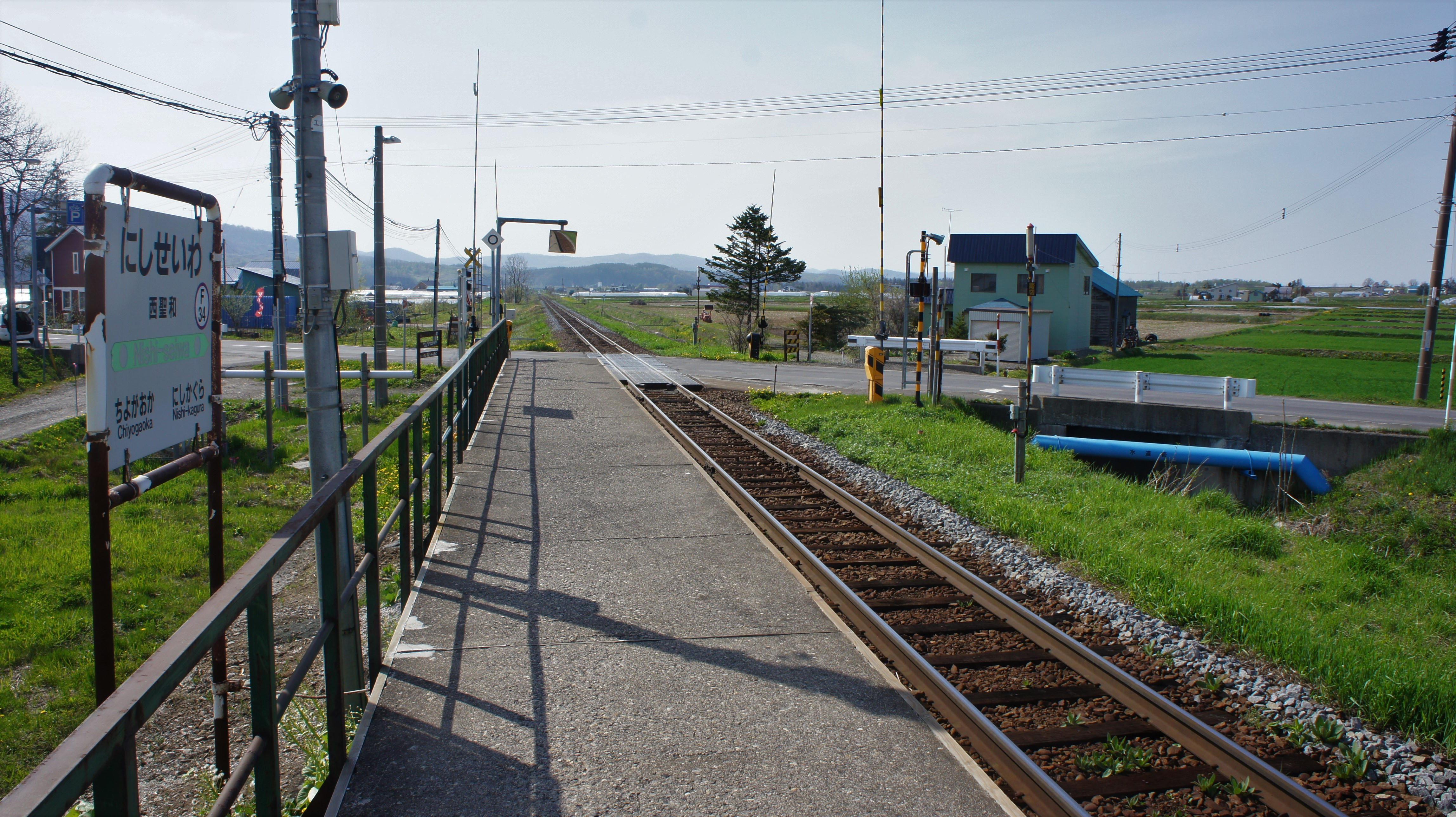
ホーム（2018年5月）

## 利用状況
乗車人員の推移は以下のとおり。年間の値のみ判明している年については、当該年度の日数で除した値を括弧書きで1日平均欄に示す。乗降人員のみが判明している場合は、1/2した値を括弧書きで記した。
また、「JR調査」については、当該の年度を最終年とする過去5年間の各調査日における平均である。
| 年度               | 乗車人員 | 乗車人員 | 乗車人員 | 出典       | 備考                |
| 年度               | 年間     | 1日平均  | JR調査   | 出典       | 備考                |
| ------------------ | -------- | -------- | -------- | ---------- | ------------------- |
| 1992年（平成04年） |          | (32.0)   |          | [ 6 ]      | 1日平均乗降客数64人 |
| 2016年（平成28年） |          |          | 14.6     | [ JR北 1 ] |                     |
| 2017年（平成29年） |          |          | 13.0     | [ JR北 2 ] |                     |
| 2018年（平成30年） |          |          | 12.6     | [ JR北 3 ] |                     |
| 2019年（令和元年） |          |          | 10.8     | [ JR北 4 ] |                     |
| 2020年（令和02年） |          |          | 10.4     | [ JR北 5 ] |                     |
| 2021年（令和03年） |          |          | 9.2      | [ JR北 6 ] |                     |
| 2022年（令和04年） |          |          | 9.0      | [ JR北 7 ] |                     |
| 2023年（令和05年） |          |          | 6.8      | [ JR北 8 ] |                     |

## 駅周辺
農村地帯の真ん中にある駅。
- 国道237号・国道452号
  - 道北バス「聖和小学校前」停留所
- 聖和簡易郵便局
- 旭川空港（約7 km）

## 隣の駅
北海道旅客鉄道（JR北海道）
■富良野線（一部の上り列車は当駅通過）
西神楽駅 (F33) - 西聖和駅 (F34) - 千代ヶ岡駅 (F35)